# Nicolae Filip
Nicolae Filip (Sofia kod Bălțija, 3. ožujka 1926. – Bălți, 15. svibnja 2009.), moldavski matematičar, fizičar i akademik, počasni član Moldavske akademije znanosti.
Rođen je u poljodjelskoj obitelji u selu Sofia kraj Bălțija. Godine 1962. doktorirao je matematičke znanosti, a od 1980. radio je kao sveučilišni profesor radiofizike. Istaknuo se u proučavanju ultrakratkih radiovalova.
Godine 1971. odlikovan je Medaljom za izvrsnost u javnom obrazovanju SSSR-a. U članstvo Moldavske akademije znanosti izabran je 1995., a godinu kasnije nagrađen je Državnom nagradom Republike Moldavije za doprinose na poljima fizike i tehnologije. Na Tehničkom sveučilištu u Jašiju primio je 2000. počasni doktorat. Proglašen je počasnim građaninom Bălțija 2001. godine. Iste godine odlikovan je predsjedničkim Redom Republike Moldavije za zasluge u znanosti.